# Amedeo Letizia
Amedeo Letizia, né le 20 décembre 1966 à Casal di Principe est un acteur et producteur de cinéma italien.

## Biographie

### Acteur
Amedeo Letizia a commencé sa carrière du spectacle en 1990 parmi les acteurs de la série télévisée de la RAI I ragazzi del muretto dans le rôle de « Gigi ». Puis il obtint un rôle dans le film Atto di dolore (titre en France : Acte d'amour, sorti en France le 3 juillet 1991) de Pasquale Squitieri avec Claudia Cardinale et dans le film Vietato ai minori (interdit aux mineurs) de Maurizio Ponzi avec Sabrina Ferilli, Alessandro Haber et Angelo Orlando.
Ensuite il joua divers rôle, principaux ou pas, dans des productions théâtrales, notamment Amici (Amis) avec Valerio Mastandrea, Rolando Ravello et Flavio Insinna). Il figure également parmi les acteurs de téléfilms, notamment Il caso Redoli (L’affaire Redoli) de la RAI.

### Producteur
Dès 1998 Amedeo Letizia entame une carrière de producteur de cinéma en privilégiant les films à thème culturel ou en costume.

## Filmographie
- 1998 : Amor nello specchio avec Peter Stormare, Anna Galiena et Simona Cavallari. Musiques de Nicola Piovani.
- 1999 : Tobia al caffè de Gianfranco Mingozzi.
- 2000 : Voci de Franco Giraldi, d’après le livre éponyme de Dacia Maraini ; avec :  Valeria Bruni Tedeschi, Miki Manoijlovic, Gabriella Pession.
- 2001 : Il consiglio d'Egitto de Emidio Greco d’après le roman du même nom de Leonardo Sciascia, avec : Silvio Orlando, Antonio Catania, Marine Delterme. Coproduction italo-franco-hongroise.
- 2002 : Una famiglia per caso, téléfilm produit pour la RAI 1, de Camilla Costanzo, avec : Giovanna Ralli, Lando Buzzanca.
- 2003 : L'acqua... il fuoco de Luciano Emmer avec : Sabrina Ferilli e Giancarlo Giannini.
- 2004 : Il resto di niente de Antonietta De Lillo, d’après le livre homonyme de Enzo Striano; avec : Maria De Medeiros, Riccardo Zinna, Imma Villa, etc.
- 2004 : Forever Blues de et avec Franco Nero.
- 2005 : Amore e libertà - Masaniello d’Angelo Antonucci ; avec : Franco Nero, Anna Galiena, Sergio Assisi, Anna Ammirati.

## Source de traduction
- (it) Cet article est partiellement ou en totalité issu de l’article de Wikipédia en italien intitulé « Amedeo Letizia » (voir la liste des auteurs).